# Kabupaten Dairi
Kabupaten Dairi es una de las Regencias o Municipios (kota) localizada en la provincia de Sumatra Septentrional en Indonesia.
Kabupaten Dairi ocupa una superficie de 3.146,1 km² y ocupa parte del norte de la isla de Sumatra. Se localiza en la costa este de la
provincia de Sumatra Septentrional. La población se estima en unos 350.000 habitantes (ano 2000).
El kabupaten se divide a su vez en 14 Kecamatan

## Lista de Kecamatan
1. Berampu
2. Gunung Sitember
3. Lae Parira
4. Parbuluan
5. Pegagan Hilir
6. Sidikalang
7. Siempat Nempu
8. Siempat Nempu Hilir
9. Siempat Nempu Hulu
10. Silahisabungan
11. Silima Pungga-Pungga
12. Sitinjo
13. Sumbul
14. Tanah Pinem
15. Tiga Lingga

## Enlaces
- Website del Kabupaten Dairi (en indonesio)

- Datos: Q5801
- Multimedia: Dairi Regency / Q5801